# Марти, Франсуа
Франсуа Марти (фр. François Marty; 16 мая 1904, Ворей, Франция — 16 февраля 1994, Монтей, Франция) — французский кардинал. Епископ Сен-Флура с 1 февраля 1952 по 14 декабря 1959. Титулярный архиепископ Эмесы и коадъютор Реймса, с правом наследования, с 14 декабря 1959 по 9 мая 1960. Архиепископ Реймса с 9 мая 1960 по 26 марта 1968. Прелат nullius Миссии Франции с 22 февраля 1965 по 15 июля 1968 и с 6 мая по 25 ноября 1975. Архиепископ Парижа с 26 марта 1968 по 31 января 1981. Вице-председатель Конференции католических епископов Франции с 31 мая 1966 по 26 мая 1969. Председатель Конференции католических епископов Франции с 26 мая 1969 по 24 октября 1975. Кардинал-священник с титулом церкви Сан-Луиджи-деи-Франчези с 28 апреля 1969.